# Cargo de nuit (émission de télévision)
Pour l’article homonyme, voir Cargo de nuit.
Cargo de nuit (sous-titré « vitamines, cultures et rock 'n' roll ») était une émission de la RTBF1 (1985-1990), présentée par Jean-Louis Sbille, produite par Jean-Louis Sbille et Anne Hislaire, réalisée par Philippe Pilate, dans des décors de Daniel Georges et Olivier Wiame. Les journalistes étaient Louis Danvers, Philippe Cornet, Éric Verhoest, Gilles Verlant, Lukas Van der Taelen et Jean-Louis Sbille. La réalisation des tournages était assurée par Wilbur Leguebe, André Buytaers, Richard Wandel, Gérard Miserque, Jean-Louis Sbille.
Cette émission était à la fois culturelle et musicale, durait quarante-cinq minutes et était hebdomadaire.
En 1987, l'émission a été récompensée par le Gold Award du Creative Club of Belgium.